# Сантьяго (провінція, Домініканська Республіка)
Сантьяго (ісп. Santiago) — провінція на півночі Домініканської Республіки.

## Географія
Межує на півночі з провінцією Пуерто-Плата, на сході — з провінціями Еспайльят і Ла-Вега, на півдні — з провінціями Сан-Хуан, на заході — з провінціями Сантьяго-Родрігес і Вальверде.
Адміністративний центр провінції — Сантьяго-де-лос-Трейнта-Кабальєрос.
Найбільші населені пункти:
- Сантьяго-де-лос-Трейнта-Кабальєрос
- Ханіко
- Лісеї-аль-Медіо
- Сабана Іглесіа
- Тамборіл
- Сан-Хосе-де-Лас-Матас
- Вілья-Бісоно
- Вілья-Гонсалес
- Пуньял

## Адміністративний поділ

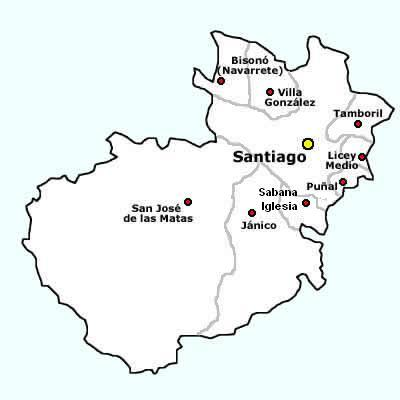
Адміністративна карта провінції Сантьяго

Провінція територіально поділяється на 9 муніципалітетів (municipios) і 21 муніципальний округ (distrito municipal — D.M.).
| № | Муніципалітет                      | Населення, осіб (2012) |
| - | ---------------------------------- | ---------------------- |
| 1 | Ханіко                             | 59 586                 |
| 2 | Лісеї-аль-Медіо                    | 69 321                 |
| 3 | Пуньял                             | 69 303                 |
| 4 | Сабана Іглесіа                     | 53 520                 |
| 5 | Сан-Хосе-де-лас-Матас              | 109 071                |
| 6 | Сантьяго-де-лос-Трейнта-Кабальєрос | 1 198 754              |
| 7 | Тамборіл                           | 102 865                |
| 8 | Вілья-Бісоно                       | 98 666                 |
| 9 | Вілья-Гонсалес                     | 72 365                 |
|   | Разом                              | 1 833 451              |